# Meg & Dia
Meg & Dia byla rocková hudební skupina, založena roku 2004 v americkém městě Draper, jejíž hlavní zpěvačkou byla Dia Frampton (* 2. října 1987 Draper), finalistka první sezóny pěvecké soutěže The Voice. Skupina původně působila pod jménem Cowards Courage, přičemž takto vydala své první CD, Straight Out of a Story Book. Po rozpadu tohoto šestičlenného uskupení se pod jménem Meg & Dia zformovala nová pětičlenná skupina, jejímiž dalšími členy byli Meg Frampton (z původní skupiny), Nicholas Price, Carlo Gimenez a Jonathan Snyder (ze skupiny Madison). Skupina byla zpočátku známa pro jejich odkazy na klasickou literaturu, například píseň Monster z druhého studiového alba, Something Real, byla odkazem na knihu Na východ od ráje od Johna Steinbecka, píseň Indiana poté odkazovala na stejnojmennou knihu George Sand. Později také pro nezvykle dospělé texty v emo éře hudební tvorby první dekády 21. století.
Po vydání posledního studiového alba, které na trhu zcela zklamalo, Dia Frampton samostatně podepsala smlouvu s Universal Music. V roce 2012 skupina oznámila, že se její jednotliví členové zaměří více na své sólové kariéry, a od té doby nevydala jedinou píseň.

## Diskografie

### Studiová alba
- Our Home Is Gone (2005, vydáno nezávisle)
- Something Real (2006, Doghouse Records)
- Here, Here and Here (2009, Sire Records)
- Cocoon (2011, vydáno nezávisle)